# シュトゥットガルト - ホルプ線
シュトゥットガルト - ホルプ線 (シュトゥットガルト - ホルプせん、ドイツ語: Bahnstrecke Stuttgart-Horp) はバーデン＝ヴュルテンベルク州シュトゥットガルトからボーデン湖へ向かう、バーデン＝ヴュルテンベルク州の鉄道路線である。この路線は1874年から1879年までヴュルテンベルク王立鉄道によって建設された。現在シュトゥットガルトからチューリヒまでIC列車はこの路線を通じて運行される。ドイツの南西部の貨物輸送部門にもこの路線はホルプ - ジンゲン区間と共に重大な意味をもつ。

## 沿線概況
シュトゥットガルト - ハティンゲン線、一名ゴイ線 (Gäubahn) はフランケン線と一緒に北へ向かい、次にその路線から離れて、左の曲線で南へ向かう。列車はシュトゥットガルト市内区間の坂を登ると、シュトゥットガルト・ファイヒンゲン駅と中央駅の高度差は200 mぐらいになる。周辺のシュトゥットガルト盆地 (Stuttgarter Talkessel) の景観の故にこの区間はパノラマ鉄道という名をもって、ドイツで美しい市内区間の一つだと評価される。列車はシュトゥットガルト・ロール駅から西南へ向かい、ボェブリンゲン - ヘレンベルク区間ではショェンブッフ自然公園の側で走行する。オイティンゲン駅までこの路線はゴイ地帯 (Gäu) を貫通する。オイティンゲンからこの路線はネッカ川に沿って、ホルプまで高度は低くなる。ホルプ駅の寸前には上ネッカー線が合流して、ボーデン湖の方面にこの路線を継承する。
ゴイ線は車体傾斜式車両の運行に適合している。オェスターフェルト - シュトゥットガルト・ロール間は中のSバーン線路と合わせて複々線となっている。

## 歴史

### ヴュルテンベルク王立鉄道時代
1873年3月22日に公布された法案によりシュトゥットガルト - ヘレンベルク - オイティンゲン - フロイデンシュタット区間の鉄道敷設が決められた。この区間は複雑な線形、最大勾配1:52、多いトンネルで工事するに難い区間であり、鉄道技術者のゲオルク・フォン・モーロク (Georg von Morlok、1815~1896) が設計を担当した。1874年6月1日オイティンゲン旧駅 - ホルプ区間はナーゴルト谷線の全通で既に開業されたものの、その目的はホルプとシュトゥットガルトの直接連結ではなかった。ヴュルテンベルク国鉄のシュトゥットガルト - フロイデンシュタット線は1879年9月2日公式的に開通された。
ゴイ線の開通以後シュトゥットガルト - トゥトリンゲン間の走行時間は3時間まで短くなり、1900年から特急列車はシュトゥットガルト - イメンディンゲン区間で毎日3往復で運行された。この路線は貨物輸送で重要な意味を持って、1897年40万トンの商品が輸送されるほどだった。初期にはゴイ地帯から農産物がシュトゥットガルトに送られて、工業の発展で工業生産品もこの路線を通じて運搬された。

### ドイツ帝国鉄道時代
第一次世界大戦が終わった後に、1922年10月新しいシュトゥットガルト中央駅が開業された。ドイツ帝国鉄道はシュトゥットガルト市内の経路を変更して、列車の北駅を経由する必要がなくなった。1920年代からヴュリテンベルク自由人民自治州 (freier Volksstaat Würtemberg) はこの路線の複線化と改良を実行した。その目的はベルリン発スイス、イタリア行きの国際列車をゴイ線の経由で運行することとフランスとの交戦時ライン谷線の代わりにこの路線を使って、兵力及び物資輸送を断絶させないことだった。
1941年戦争中で改修作業が中止になるまで、帝国鉄道はオーバーンドルフ (ネッカ) 周辺の2.3 km区間の例外にしてシュトゥットガルト - トゥトリンゲン間を複線化した。1945年2月までゴイ線では大きな破壊はなかったが、連合軍の空襲でヘレンベルク駅舎、ホルプ駅舎、ロトヴァイル駅舎、シュパイヒンゲン駅舎、トゥトリンゲン駅舎は重大な損傷を受けた。ドイツ軍も1945年4月ボェブリンゲンとシュトゥットガルトの間に数々の橋梁を爆破し、終戦まで列車運行は不能となった。

### ドイツ連邦鉄道時代
1946年8月にファイヒンゲン信号扱い所における信号装置が復元されて列車運行がようやく再開できた。1950年代末に、列車運行は戦争前の水準まで回復された。イタリア人労働者の流入でシュトゥットガルト - イタリア間列車は再び運行された。1963年連邦鉄道は地域輸送の速度向上のためにシュトゥットガルト - ボェブリンゲン区間の電化工事を行なった。
1982年から1983年までオェスターフェルト - ロール区間はSバーン延伸のために複々線で改良された。1985年シュトゥットガルトのシティトンネル (Stuttgarter Verbindungsbahn) はこの路線と結ばれ、Sバーン路線はボェブリンゲンまで延長された。1991年まで優等列車の便数が8往復に増加して、5便はチューリッヒを経てイタリアの主要都市まで運行された。1992年12月5日にはシュトゥットガルトのS1系統がヘレンベルクまで延長された。

### ドイツ鉄道時代
1999年車体傾斜式のICE415形がこの路線に投入され、2006年に同じ種類の411形に置き換えられた。2006年12月にチザルピーノ列車の列車編が車両不足のため廃止されて、イタリア方面の直通列車はその以後なくなった。

## 運行形態

### 遠距離輸送
2017年12月からIC2列車が主に運行されている。
- IC 87: シュトゥットガル - ボェーブリンゲン - ホルプ - ロトヴァイル - トゥトリンゲン - ジンゲン - チューリッヒ。60分間隔[4]。使用車両は147形電気機関車と二階建て客車のプッシュプル列車あるいは4010形電車。

### 地域輸送
シュトゥットガルト - ボンドルフ区間の運賃システムはシュトゥットガルト運輸・運賃連合 (Verkehrs- und Tarifverbund Stuttgart、VVS)により管理されている。エルゲンツィンゲン駅はテュービンゲン郡にあるので、ボンドルフ駅を含めて運賃システムはネッカー・アルプ・ドナウ運輸連合（Verkehrsverbund Neckar-Alb-Donau、naldo）に属する。オイティンゲン - ホルプ区間はフロイデンシュタット郡運輸コミュニティ（Verkehrs-Gemeinschaft Landkreis Freudenstadt、VGF）の運賃システム適用区間である。
- 快速列車（RE 14a/RE 14b）: シュトゥットガルト - ボェーブリンゲン - ヘレンベルク - ボンドルフ (ヘレンベルク近郊)  - エルゲンツィンゲン - オイティンゲン - ロトヴァイル/フロイデンシュタット。120分間隔。使用車両はDB3442形電車。オイティンゲン駅で二つ編成の列車は分割・併合される。
- Sバーン（S 1/S 11）: キルヒハイム (テク) - プロヒンゲン - バート・カンシュタット - シュトゥットガルト - シュヴァープ街駅 - ファイヒンゲン - ロール - ゴルトベルク - ホェーフリンゲン - フルプ - エーニンゲン - ゲルトリンゲン - ヌルフィンゲン - ヘレンベルク。15/30分間隔。使用車両はDB430形電車。
- Sバーン（S 81） : ボンドルフ (ヘレンベルク近郊)  - エルゲンツィンゲン - オイティンゲン (ゴイ) - フロイデンシュタット - フォルバッハ (シュヴァルツヴァルト) - ラシュタット - カールスルーエ・トゥラ街。120分間隔。

### 貨物輸送
ゴイ線は国際的な貨物輸送の観点からライン谷線の交通量を分散するため、とても重要な路線であった。貨物の荷役施設（Abfertigung）は少ない例外で廃止された。コルンヴェストハイム操車場を出発した貨物列車は1970年代まで三角線を通じて旧シュトゥットガルト西駅を通過した。Sバーン導入以後、貨物列車の経路はランクバッハ線経由でこの路線する経路に変更された。185形電気機関車が主流となっている。